# إل. روي هوك
إل. روي هوك هو سياسي أمريكي، ولد في 28 يناير 1905، وتوفي في 22 نوفمبر 1992. نشط حزبياً في الحزب الجمهوري. وقد انتخب نائب حاكم جنوب داكوتا ‏ (1955 – 1959).

## وصلات خارجية
- إل. روي هوك على موقع IMDb (الإنجليزية)